# Горње Ситно
Горње Ситно је насељено место у саставу града Сплита, Сплитско-далматинска жупанија, Република Хрватска.

## Историја
До територијалне рерганизације у Хрватској, налазило се у саставу старе општине Сплит.

## Становништво
На попису становништва 2011. године, Горње Ситно је имало 392 становника.
| Број становника по пописима | Број становника по пописима | Број становника по пописима | Број становника по пописима | Број становника по пописима | Број становника по пописима | Број становника по пописима | Број становника по пописима | Број становника по пописима | Број становника по пописима | Број становника по пописима | Број становника по пописима | Број становника по пописима | Број становника по пописима | Број становника по пописима | Број становника по пописима |
| --------------------------- | --------------------------- | --------------------------- | --------------------------- | --------------------------- | --------------------------- | --------------------------- | --------------------------- | --------------------------- | --------------------------- | --------------------------- | --------------------------- | --------------------------- | --------------------------- | --------------------------- | --------------------------- |
| 1857                        | 1869                        | 1880                        | 1890                        | 1900                        | 1910                        | 1921                        | 1931                        | 1948                        | 1953                        | 1961                        | 1971                        | 1981                        | 1991                        | 2001                        | 2011                        |
| 519                         | 578                         | 104                         | 716                         | 191                         | 181                         | 462                         | 406                         | 203                         | 206                         | 138                         | 350                         | 305                         | 297                         | 346                         | 392                         |

Напомена: Исказује се од 1981. као самостално насеље настало издвајањем дела насеља Сплит. Од 1857. до 1948. такође је исказивано као самостално насеље. У 1857., 1869., 1890., 1921. и 1931. садржи део података за насеље Сплит, а у 1953. и 1961. део података садржан је у насељу Сплит. У 1991. смањено за део насеља који је припојен насељу Жрновница. Тај део насеља само је у 1981. припадао насељу Горње Ситно, док је раније припадао насељу Жрновница.

### Попис1991.
На попису становништва 1991. године, насељено место Горње Ситно је имало 297 становника, следећег националног састава:
| Попис 1991.‍ | Попис 1991.‍ | Попис 1991.‍ | Попис 1991.‍ | Попис 1991.‍ |
| ----------- | ----------- | ----------- | ----------- | ----------- |
|             |             |             |             |             |
| Хрвати      | Хрвати      |             | 295         | 99,32%      |
| Муслимани   | Муслимани   |             | 1           | 0,33%       |
| Срби        | Срби        |             | 1           | 0,33%       |
| укупно: 297 |             |             |             |             |